# Nell'anticamera del matrimonio
Nell'anticamera del matrimonio (So sind die Männer) è un film muto del 1923 diretto da Georg Jacoby.
Fu uno dei primissimi ruoli, quello di una cameriera, per Marlene Dietrich che, a detta di Fritz Maurischaat, ebbe "un amoretto piuttosto simpatico col regista, Georg Jacoby".

## Produzione
Il film fu prodotto dall'Europäische Film-Allianz.

## Distribuzione
Il film uscì prima nelle sale cinematografiche finlandesi il 20 maggio 1923, presentato poi in Germania a Berlino il 29 novembre. Gli vennero dati anche dei titoli alternativi: Der kleine Napoleon e Napoleons kleiner Bruder.